# Alexis Flores
Alexis Flores (nascido em 18 de julho de 1975) é um fugitivo hondurenho que é procurado pela polícia por um envolvimento no sequestro e homicídio de uma garota de 5 anos, Iriana DeJesus, em Filadélfia, Pensilvânia. É considerado como um dos 10 maiores procurados pelo FBI. O FBI oferece recompensa de $100,000 por informações que levem ao fugitivo.